# Sophie (dinosaurus)

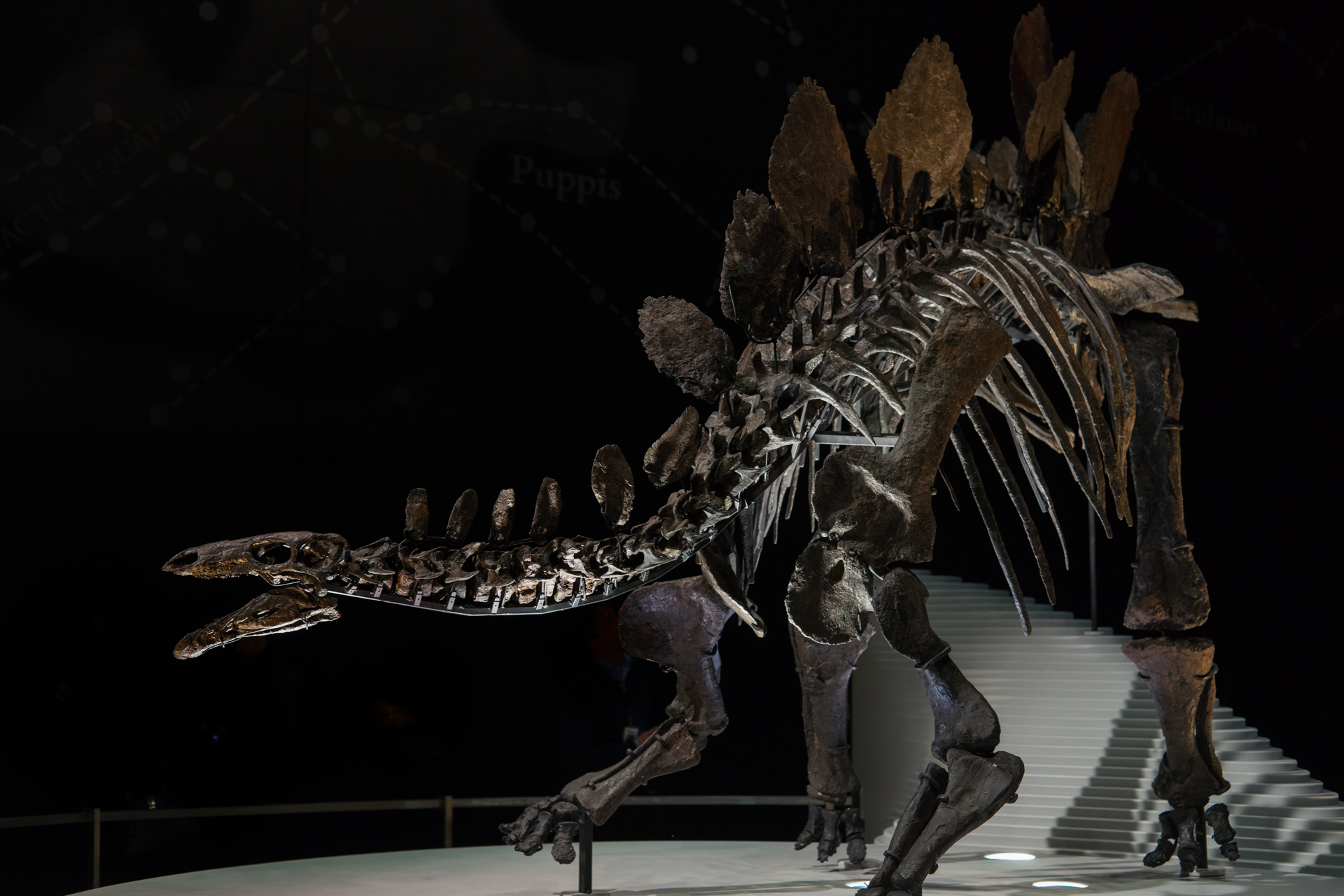
Zrekonstruovaná kostra stegosaura Sophie

Sophie je populární přezdívka zatím nejlépe zachovaného jedince populárního dinosaura rodu Stegosaurus. Tento exemplář byl objeven ve Wyomingu a později na trhu s fosiliemi v USA zakoupen pro Britské přírodovědecké muzeum v Londýně. Tam je od roku 2014 zlatým hřebem jedné z expozic. Dinosaurus byl zaživa dlouhý 5,6 metru, vysoký 2,9 metru (včetně hřbetních desek) a jeho hmotnost je odhadována na 1,6 tuny. Nebyl ještě plně dorostlý, ačkoliv už šlo nejspíš o pohlavně dospělé zvíře. Kromě výstavní hodnoty má i velkou hodnotu vědeckou, protože se zachovalo zhruba 360 kostí, a to je neobvykle vysoké číslo.